# Nelson Riddle
Pour les articles homonymes, voir Riddle.
Nelson Riddle est un compositeur, arrangeur, chef d'orchestre et acteur américain né le 1er juin 1921 à Oradell dans le New Jersey aux États-Unis et décédé le 6 octobre 1985 à Los Angeles en Californie. Il est particulièrement connu pour son travail d'arrangeur et de chef d'orchestre aux côtés de Frank Sinatra.

## Filmographie

### comme compositeur
- 1953 : Les 5000 doigts du Dr. T (The 5,000 Fingers of Dr. T.)
- 1956 : La Femme du hasard (Flame of the Islands)
- 1956 : Johnny Concho
- 1956 : L'Homme de Lisbonne (Lisbon)
- 1957 : The Girl Most Likely
- 1958 : St Louis Blues
- 1959 : Un trou dans la tête (A Hole in the Head)
- 1959 : Li'l Abner
- 1959 : Les Incorruptibles (TV)
- 1960 : Alcatraz Express (TV)
- 1960 : The Gun of Zangara (TV)
- 1960 : L'Inconnu de Las Vegas (Ocean's Eleven)
- 1960 : Route 66 (série télévisée)
- 1962 : Lolita
- 1963 : Battleline (série télévisée)
- 1963 : T'es plus dans la course, papa ! (Come Blow Your Horn) de Bud Yorkin
- 1963 : Quatre du Texas (4 for Texas)
- 1964 : Deux Têtes folles (Paris - When It Sizzles)
- 1964 : Madame croque-maris (What a Way to Go!)
- 1964 : Les Sept Voleurs de Chicago (Robin and the 7 Hoods)
- 1964 : The Rogues (série télévisée)
- 1964 : Des agents très spéciaux (The Man from U.N.C.L.E.) (série télévisée)
- 1965 : Harlow
- 1965 : Les Inséparables (Marriage on the Rocks)
- 1965 : A Rage to Live
- 1965 : Ligne rouge 7000 (Red Line 7000)
- 1966 : L'Espion au chapeau vert (The Spy in the Green Hat)
- 1966 : Batman (série télévisée)
- 1966 : Batman
- 1966 : The Man Who Never Was (série télévisée)
- 1966 : Hawk, l'oiseau de nuit (Hawk) (série télévisée)
- 1966 : El Dorado
- 1967 : Danger Has Two Faces
- 1967 : Tarzan's Jungle Rebellion
- 1969 : The Maltese Bippy
- 1969 : Le Plus Grand des hold-up (The Great Bank Robbery)
- 1969 : La Kermesse de l'Ouest (Paint Your Wagon)
- 1970 : Hell's Bloody Devils (en)
- 1972 : Emergency! (TV)
- 1973 : Barnaby Jones (série télévisée)
- 1973 : The Blue Knight (en) de Robert Butler (TV)
- 1974 : Gatsby le magnifique
- 1975 : Caribe (série télévisée)
- 1975 : The Runaway Barge (TV)
- 1975 : Promise Him Anything (TV)
- 1975 : Mobile Two (TV)
- 1976 : Il était une fois l'Amérique (America at the Movies)
- 1976 : The November Plan (TV)
- 1976 : Executive Suite (en) (série télévisée)
- 1976 : How to Break Up a Happy Divorce (en) (TV)
- 1977 : Seventh Avenue (feuilleton TV)
- 1977 : A Circle of Children (TV)
- 1977 : La croisière s'amuse (The Love Boat) (série télévisée)
- 1977 : Harold Robbins' 79 Park Avenue (feuilleton TV)
- 1978 : The 35th Annual Golden Globe Awards (TV)
- 1978 : Harper Valley P.T.A. (en)
- 1978 : A Tribute to Neil Simon (TV)
- 1979 : Guyana, la secte de l'enfer (Guyana: Crime of the Century)
- 1980 : Rascal Dazzle
- 1980 : Le lion sort ses griffes (Rough Cut)
- 1981 : Harper Valley P.T.A. (en) (série télévisée)
- 1981 : Margin for Murder (TV)
- 1982 : Help Wanted: Male (TV)
- 1982 : Matt Houston (série télévisée)
- 1984 : Le Train de Chattanooga (Chattanooga Choo Choo)
- 1985 : International Championship of Magic (TV)

### comme acteur
- 1969 : The Leslie Uggams Show (série télévisée) : Band leader

## Récompenses et nominations

### Récompenses
Il obtient en 1959 l'Oscar de la meilleure chanson originale pour High Hopes, morceau tiré de la bande originale du film Un trou dans la tête (A Hole in the Head) de Frank Capra. En 1975, il est récompensé par l'Oscar de la meilleure musique de film pour Gatsby le Magnifique